# Théodore Aillaud
Pour les articles homonymes, voir Aillaud.
Théodore Alexandre Désiré Aillaud (né le 12 novembre 1859 à Mane et mort le 27 février 1917 à Marseille) est un parolier français.

## Biographie
On lui doit les textes de plus de 200 chansons de la fin du XIXe et du début du XXe siècle sur des musiques, entre autres, de Georges Fosse, Eugène Daulnay, Félix Chaudoir, Henri Rosès ou Émile Doloire.